# Cela (film)
Cela (tytuł oryg. The Cell) – amerykańsko-niemiecki film fabularny (thriller) z 2000 roku.

## Główne role
- Jennifer Lopez – Catherine Deane
- Vince Vaughn – Peter Novak
- Marianne Jean-Baptiste – dr Miriam Kent
- Vincent D’Onofrio – Carl Stargher
- Jake Weber – Gordon Ramsey
- Dylan Baker – Henry West
- Patrick Bauchau – Lucien Baines

## Fabuła
"Celą” w tym filmie jest szklane pomieszczenie, w którym trzyma swe ofiary psychopata Carl Stargher. Są to młode i piękne kobiety. Kiedy po czterdziestu ośmiu godzinach umierają z powodu utopienia, Carl bezcześci zwłoki, wiesza się na haczykach przyczepionych do skóry, a następnie masturbuje się nad ciałami kobiet. W końcu FBI znajduje go we własnym mieszkaniu. Niestety, mężczyzna jest w śpiączce i nie może wskazać, gdzie ukrył swoją ostatnią ofiarę. Agenci proszą o pomoc psycholog Catherine Deane. Ma ona wejść w psychikę Carla.